# 随意契約
随意契約（ずいいけいやく）は、行政契約の締結方法の一種。国や地方公共団体などが競争入札によらずに任意（随意）で決定した相手と契約を締結すること、及びその締結した契約をいう。

## 公共調達契約における随意契約

### 制度
国および地方公共団体が行う代表的な契約方式には、一般競争契約（一般競争入札）、指名競争契約（指名競争入札）、随意契約がある。このうち随意契約は契約担当官等が特定の者を選定して契約を締結する方式である。
会計法や地方自治法は、機会均等の理念や手続の公正性の確保、価格の有利性などの経済性の要求の観点から、一般競争契約（一般競争入札）を原則とする（会計法第29条の3第1項、地方自治法第234条第2項）。しかし、一定の条件の下で指名競争契約（指名競争入札）、随意契約とすることが可能である。随意契約によろうとする場合は、なるべく見積書を徴すること、またなるべく二以上の者から見積書を徴することとされている（予算決算及び会計令第99条の6、都道府県・市町村の規則等）。なお、国と地方公共団体とでは適用される法令や事務の範囲が違うため、完全には一致しない。
契約担当官等は、随意契約によろうとするときは、あらかじめ予定価格を定めなければならない（予算決算及び会計令第99条の5）。競争入札の場合は予定価格内最廉価格を落札としなければならない規定がある（会計法第29条の6）が、随意契約については明確に定められていない。しかし、財務省通達の趣旨に照らし合わせて、競争入札と同様に、予定価格内最廉価格の者と契約すべきであると考えられている。
随意契約は手続的には最も簡便であり、相手方の信用力や技術力を見極めて選定することができるといった長所もあるが、不利な価格での契約締結になったり公正な競争が成立しないおそれがあるため、実施には一定の条件が定められている。

### 随意契約によることができる場合

#### 会計法
会計法第29条の3第4項は「契約の性質又は目的が競争を許さない場合、緊急の必要により競争に付することができない場合及び競争に付することが不利と認められる場合においては、政令の定めるところにより、随意契約によるものとする」と定める。
1. 契約の性質又は目的が競争を許さない場合
2. 緊急の必要により競争に付することができない場合
3. 競争に付することが不利と認められる場合
この場合は、予算決算及び会計令に列挙された理由であっても具体的理由を説明できなければならない[5]。

また、会計法第29条の3第5項は、契約に係る予定価格が少額である場合その他政令で定める場合には随意契約によることができるとする。会計法第29条の3第5項の規定により随意契約によることができる場合は、予算決算及び会計令第99条の各号で定められている。
1. 国の行為を秘密にする必要があるとき。 - ただし、外交又は防衛上の重要機密に限られる[5]。
2. 予定価格が250万円を超えない工事又は製造をさせるとき。
3. 予定価格が160万円を超えない財産を買い入れるとき。

など
予算決算及び会計令第102条の4は、各省各庁の長は、契約担当官等が随意契約によろうとする場合においては、あらかじめ財務大臣に協議することを原則とし、例外を列挙している。この予算決算及び会計令第102条の4に定める例外のうち、第3号の「契約の性質若しくは目的が競争を許さない場合又は緊急の必要により競争に付することができない場合において、随意契約によろうとするとき。」は俗に特命随契と呼ばれる。

#### 地方自治法
地方自治法第234条第2項は、随意契約を政令で定める場合に該当するときに限るとし、地方自治法施行令第167条の2は同法の趣旨を受けて随意契約によることができる場合を列挙して限定している。

### 緊急随契
緊急の必要により競争入札に付することができないとき（会計法第29条の3第4項、地方自治法施行令第167条の2第1項第5号）には随意契約が認められる。ただし、国内部の事務の遅延のみを理由とした緊急随契は財務省通達にて禁止されている。
一例として、天変地異などの災害の防止、人命救助など特に緊急を要する事業がある。たとえば東北地方太平洋沖地震の直後に、国土交通省東北地方整備局が、津波被災地への緊急輸送道路を啓開した（くしの歯作戦）際に、多数の緊急随契が締結された。

### 随意契約の見直し
国の契約については、2005年度（平成17年度）に発覚した談合事件等をきっかけとして、随意契約の見直しが行われた。その概要は次の通り。
- 特命随契による場合は具体的に挙げた事例に限定し、その他は一般競争とする。
- 一般競争が困難な場合は企画競争若しくは公募を行う。
- 国の事務の遅延は「緊急の必要」とは認めない。
- 随契理由は具体的に説明できなければならない。
- 合理的理由なしに分割して少額随意にしている場合は一括契約として一般競争にする。
- 一括再委託は禁止であり、再委託状況と随契理由は整合してなければならない。
- 一部の少額随契等を除いて契約情報を公表しなければならない。
- 随契理由の整合性、契約分割の合理的理由、競争性担保を重点項目として内部監査を実施する。
- 財務大臣あてに毎年度の契約の統計を提出する。

### 競争性の有無
行政改革推進会議の発表資料等では、競争性のある随意契約と競争性のない随意契約に分けられており、「競争性のない随意契約」とは、随意契約のうち1.企画競争によるもの、2.公募を実施したもの、3.入札に付しても入札者がない又は再度の入札をしても落札者がないため随意契約が締結されたもの、4.少額のものを除いたものをいう。

#### 企画競争またはプロポーザル
企画競争（プロポーザル方式）は、複数の業者から企画提案や技術提案を提出させ、提案内容を審査し、企画内容や業務遂行能力が最も優れた者と契約する方式。会計法上は特命随契の一種である。
| 種類                   | 公募 | 提案書提出       | 提出物     |
| ---------------------- | ---- | ---------------- | ---------- |
| 企画競争               | 有り | 応募者全員       | 企画提案書 |
| 公募型プロポーザル     | 有り | 選定された者のみ | 技術提案書 |
| 簡易公募型プロポーザル | 有り | 選定された者のみ | 技術提案書 |
| 標準プロポーザル       | 無し | 選定された者のみ | 技術提案書 |

企画競争は、競争性及び透明性を担保し、特定の者が有利とならないように、次のことが求められる。
- 業者選定には、業務担当部局だけはなく契約担当部局も関与する
- あらかじめ具体的に定めた複数の採点項目により採点を行う

より透明性を高めるため、第三者機関に審査基準の制定や提案書の審査等を依頼することもある。

#### 公募
公募とは、次のような場合に、設備や技術等の必要条件を具体的に明示して、掲示、Webサイト等で広く参加者を募ることを言う。
- 財務省通達で認められた契約以外について特命随契を行おうとする場合
- 企画競争やプロポーザル等への参加希望を募る場合

公募期間は、一般競争の公告期間（予算決算及び会計令第74条）に準じて、適切に定めなければならないとされている。
公募した結果として随意契約が認められた調達において、価格交渉を行なって契約額を削減した事例が行政改革推進会議にて平成26年度調達改善に係る優良取組事例に選定された。

#### 不落随契
競争契約を行っても入札者がいなかったり落札しない場合（予算決算及び会計令第99条の2、地方公共団体は地方自治法施行令第167の2第8号）、または、落札者が契約を結ばない場合（予算決算及び会計令第99条の3）には、最低価格での入札者との間で随意契約を行うことができる。その場合、必要に応じて履行期限の延長や契約保証金の免除等条件の変更を行ってもよいが、予定価格は変更できない。
国・地方公共団体等で競争入札を行う場合、1回目の入札で落札者がいない時、その場で直ちに2回目の入札を行う。契約担当官等は、2回目以降の入札でも落札者がいない場合、国は予算決算及び会計令第99条の2、地方公共団体は地方自治法施行令第167の2第8号の規定に基づいて随意契約を行うが、相手方の選定方法は特に定められていない。国土交通省では、原則として、前回の入札参加者全員から見積を取っている。最高裁判所入札監視委員会は見積合わせを実施することが最も妥当な方法であるとしている。公正取引委員会では最廉入札者と商議を行っている。
なお、国土交通省では2005年より不落随契を原則廃止している。

#### 少額随契
予定価格（貸借契約の場合は予定賃貸借料）が少額の場合（会計法第29条の3第5項、予算決算及び会計令第99条第2項～第7号、地方自治法施行令第167条の2第1項第1号、地方自治法施行令別表第5）に、二以上の者から見積書を徴取して契約者を決める方式。法令上、予定価格が少額随契可能な額であっても、可能な限り競争入札を行なうように指導されている。
| 種類         | 国      | 都道府県及び政令指定都市 | その他市町村 | 根拠条文                                   |
| ------------ | ------- | ------------------------ | ------------ | ------------------------------------------ |
| 工事又は製造 | 250万円 | 250万円                  | 130万円      | 予決令第99条第2号、地方自治法施行令別表第5 |
| 財産購入     | 160万円 | 160万円                  | 80万円       | 予決令第99条第3号、地方自治法施行令別表第5 |
| 物件借入     | 80万円  | 80万円                   | 40万円       | 予決令第99条第4号、地方自治法施行令別表第5 |
| 財産売払     | 50万円  | 50万円                   | 30万円       | 予決令第99条第5号、地方自治法施行令別表第5 |
| 物件貸付     | 30万円  | 30万円                   | 30万円       | 予決令第99条第6号、地方自治法施行令別表第5 |
| それ以外     | 100万円 | 100万円                  | 50万円       | 予決令第99条第7号、地方自治法施行令別表第5 |

※予決令=予算決算及び会計令
※各地方自治体においては、上記の金額の範囲内で各自治体の規則で定める額以下とされている。
二以上の者から見積書を徴取することで一応の競争性は担保されているが、徴取対象事業者を恣意的に選定すれば官制談合の温床になる恐れがある。とはいえ、特命随契とは違い、予定価格に制限があるため、大規模な事件になることは少ない。ただし、一括に発注すべき契約を複数に分割することで少額随契とするなど、その抜け道もある。そうした複数分割事例は会計検査で何度か指摘されている。
平成18年度に見直しされて以降、より高度な競争性や透明性が求められるようになっている。
行政改革推進会議は、オープンカウンター方式等を活用して可能な範囲で競争性や透明性に配慮した取組を行うことが求められるとしている。

### オープンカウンター方式
少額随契において競争性や透明性に配慮した発展的な取組として、発注者が見積りの相手方を特定しないで、調達内容・数量等 を公示し、参加を希望する者から広く見積書の提出を募る方式である。
内閣官房等では引き続きオープンカウンタ方式を積極的に活用して多数の者に競争参加の機会を広げるとしている。。

## 強制換価手続における随意契約
国税徴収法上は公売手続によらずに買受人となるべき者及び売却価額を決定して売却する手続をいう（国税徴収法第109条）。1.公売手続に付することが公益上適当でない場合、2.取引所の相場がある財産をその日の相場で売却する場合、3.公売に付しても買受申込みがない場合、買受申込価額が見積価額に達しない場合、代金不納付により売却決定を取り消した場合に認められる。